# La Légende de M'Pfoumou Ma Mazono
La Légende de M'Pfoumou Ma Mazono est un roman de Jean Malonga paru en 1954 aux Éditions Présence africaine. Cette œuvre constitue avec Cœur d'Aryenne, les premiers ouvrages de la littérature congolaise moderne. Ce roman a été adapté au cinéma par le cinéaste congolais Sébastien Kamba dans son film La Rançon d'une alliance en 1974.

## Résumé
Toute la fiction se passe pendant l'esclavage. Fils illégitime de la princesse Hakoula et d'un esclave, M'Pfoumou Ma Mazono est courageux et milite pour mettre fin au commerce des noirs. Il devient à la suite le héros de tout un peuple vivant sous la domination étrangère,.